# Alma-Ata Protocol

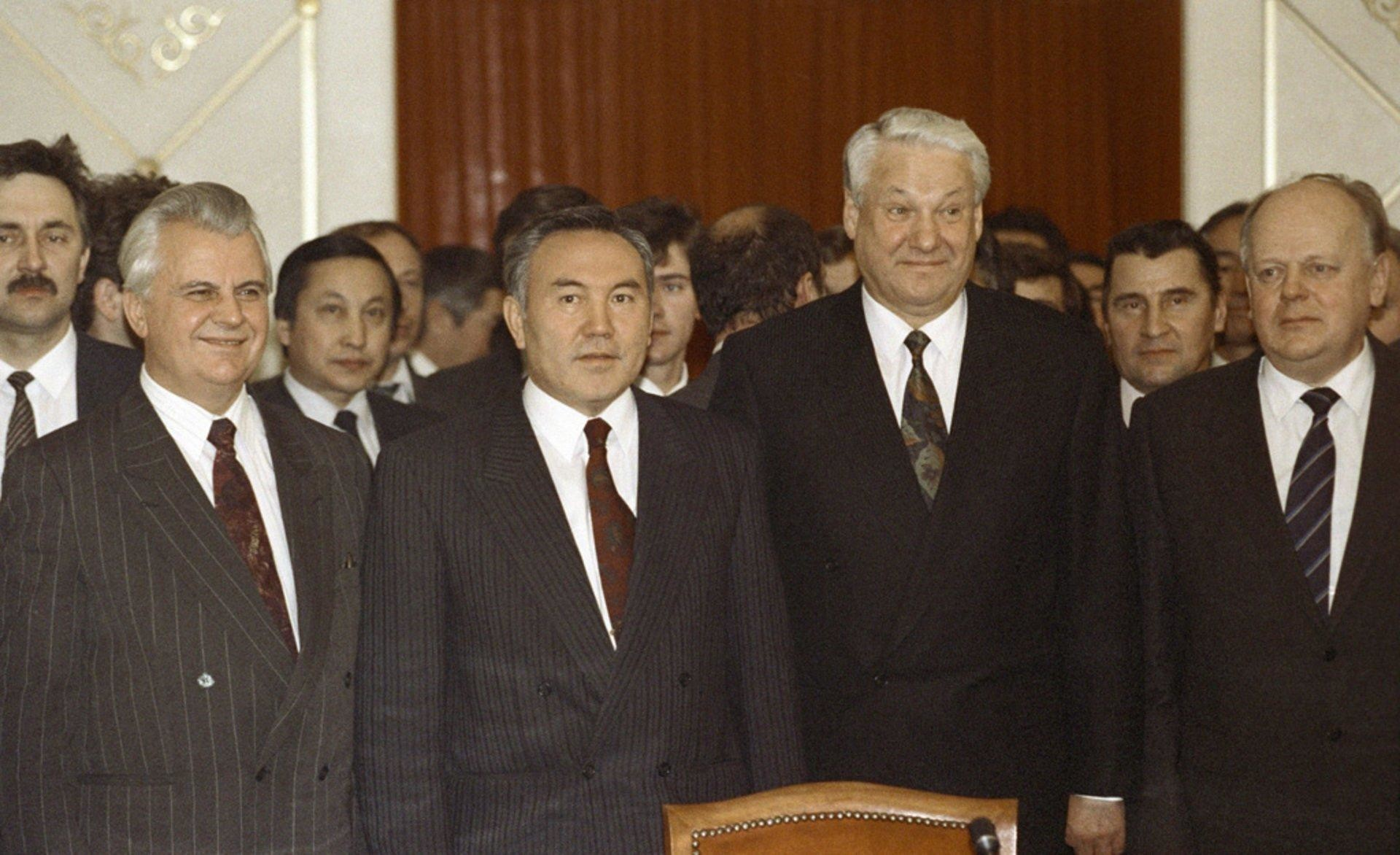
De ondertekeningsceremonie

De Protocollen van Alma-Ata zijn de oprichtende verklaringen en grondbeginselen van het Gemenebest van Onafhankelijke Staten (GOS).
De leiders van Rusland, Oekraïne en Wit-Rusland kwamen op 8 december tot het akkoord van Białowieża, waarmee de Sovjet-Unie werd ontbonden en het GOS werd opgericht. Op 21 december 1991 sloten Armenië, Azerbeidzjan, Wit-Rusland, Kazachstan, Kirgizië, Moldavië, Rusland, Tadzjikistan, Turkmenistan, Oekraïne en Oezbekistan zich aan bij de Alma-Ata protocollen en voegden zich aldus bij het GOS. Ook de drie oorspronkelijke verdragsluitende staten, alsook de acht voormalige Sovjetrepublieken waren lid. Litouwen, Letland, Estland en Georgië waren de enige voormalige Sovjetrepublieken die niet meededen.
Bovendien stond het protocol de Russische Federatie toe om het lidmaatschap aan de Verenigde Naties over te nemen van de Sovjet-Unie, inclusief het permanent lidmaatschap.